# There Will Be a Light
 (mai 2017).
Si vous disposez d'ouvrages ou d'articles de référence ou si vous connaissez des sites web de qualité traitant du thème abordé ici, merci de compléter l'article en donnant les références utiles à sa vérifiabilité et en les liant à la section « Notes et références ».
Albums de Ben Harper
Diamonds on the Inside Live at the Apollo
There Will Be a Light est un album de Ben Harper, sorti en 2004.

## Historique
Cet album est né d'une collaboration avec The Blind Boys of Alabama.

## Liste des titres
| No  | Titre                 | Durée |
| --- | --------------------- | ----- |
| 1.  | Take My Hand          |       |
| 2.  | Wicked Man            |       |
| 3.  | Where Could I Go      |       |
| 4.  | Church House Steps    |       |
| 5.  | 11th Commandment      |       |
| 6.  | Well, Well, Well      |       |
| 7.  | Picture of Jesus      |       |
| 8.  | Satisfied Mind        |       |
| 9.  | Mother Pray           |       |
| 10. | There Will Be a Light |       |
| 11. | Church on Time        |       |